# Androcymbium albomarginatum
Androcymbium albomarginatum är en tidlöseväxtart som beskrevs av Schinz. Androcymbium albomarginatum ingår i släktet Androcymbium och familjen tidlöseväxter. Inga underarter finns listade i Catalogue of Life.